# Bovina
Bovina hay còn gọi là phân tông Bò là một phân tông (subtribe) của tông Bovini (tông Trâu bò) thường bao gồm hai chi còn sống có tên là"bò"gồm chi bò rừng Bison và chi bò (Bos). Tuy nhiên sự phân đôi này đã được xét lại trong thời gian gần đây bởi công trình phân tử cho thấy các loài trong chi Bison nên được coi là một từ đồng nghĩa của chi Bos. Những con bò hoang dã có thể được tìm thấy tự nhiên ở Bắc Mỹ và vùng Âu Á (mặc dù quần thể thuần hóa và hoang dã đã được du nhập trên toàn thế giới).

## Phân loại

### Còn tồn tại
Cách phân loại thứ nhất
- Tông Bovina (Gray, 1821)
  - Chi Bibos (Hodgson, 1837)
    - Bibos javanicus (d’Alton, 1823) - Bò banteng
    - Bibos gaurus (Hamilton-Smith, 1827) - Bò tót
    - Bibos frontalis (Lambert, 1804) - Bò tót nhà

  - Chi Bison (Hamilton-Smith, 1827)
    - Bison bonasus (Linnaeus, 1758) - Bò bison châu Âu
    - Bison bison (Linnaeus, 1758) - Bò bison châu Mỹ

  - Chi Bos (Linnaeus, 1758)
    - Thứ chi Poephagus (Gray, 1843): Còn gọi là thứ chi bò Tây Tạng
      - Bos mutus (Przewalski, 1883) - Bò hoang Tây Tạng
      - Bos grunniens (Linnaeus, 1766) - Bò nhà Tây Tạng (Yak)

    - Thứ chi Bos (Linnaeus, 1758)
      - †Bos primigenius (Bojanus, 1827) - Bò rừng châu Âu (Auroch) hay bò Tur
      - Bos indicus (Linnaeus, 1758) - Bò Zebu hay còn gọi là bò u hay bò bướu
      - Bos taurus (Linnaeus, 1758) - Bò nhà (các giống bò châu Âu)

Cách phân loại thứ hai
- Tông Bovina (Gray, 1821)
  - Chi Bison (Hamilton-Smith, 1827): Chi bò Bison
    - Bison bonasus (Linnaeus, 1758) - Bò bison châu Âu
    - Bison bison (Linnaeus, 1758) - Bò bison châu Mỹ

  - Chi Bos (Linnaeus, 1758): Chi bò
    - Thứ chi Bibos (Hodgson, 1837)
      - Bos javanicus (d’Alton, 1823) - Bò banteng
      - Bos sauveli (Urbain, 1937) - bò xám (Kouprey)
      - Bos frontalis (Lambert, 1804) - bò tót (kể cả bò tót nhà)

    - Thứ chi Bos (Linnaeus, 1758)
      - Bos taurus (Linnaeus, 1758) - Bò nhà (kể cả bò Zebu và bò rừng châu Âu (Aurochs)

    - Thứ chi Poephagus (Gray, 1843)
      - Bos grunniens (Linnaeus, 1766) - bò Tây Tạng (Yak) (bao gồm cả bò hoang Tây Tạng)

Cách phân chia thứ ba
- Phân tông Bovina (Gray, 1821)
  - Chi Bos (Linnaeus, 1758)
    - Bos javanicus (d’Alton, 1823) - Bò banteng
    - Bos sauveli (Urbain, 1937) - Bò xám (Kouprey)
    - Bos gaurus (Hamilton-Smith, 1827) - Bò tót
    - Bos frontalis (Lambert, 1804) - Bò tót nhà
    - Bos mutus (Przewalski, 1883) - Bò hoang Tây Tạng
    - Bos grunniens (Linnaeus, 1766) - Bò Tây Tạng
    - Bos bison (Linnaeus, 1758) - Bò bison châu Mỹ
    - Bos bonasus (Linnaeus, 1758) - Bò bison châu Âu
    - †Bos caucasicus (Satunin, 1904) - Bò bison Caucasia
    - †Bos primigenius (Bojanus, 1827) - Bò rừng châu Âu (Aurochs)
    - Bos indicus (Linnaeus, 1758) - Bò Zebu
    - Bos taurus (Linnaeus, 1758) - Bò nhà

### Đã tuyệt chủng
Các loài bò đã tuyệt chủng được nhiều tác giả sắp xếp và phân loại như sau:
- Phân tông Bovina (Gray, 1821)
  - Chi †Adjiderebos (Dubrovo & Burchak-Abramovich, 1984)
    - †Adjiderebos cantabilis (Dubrovo & Burchak-Abramovich, 1984)

  - Chi Bison (Hamilton-Smith, 1827)
    - †Bison antiquus (Leidy, 1852)
    - †Bison georgicus (Burchak-Abramovich & Vekua, 1994)
    - †Bison hanaizumiensis (Matsumoto & Mori, 1956)
    - †Bison latifrons (Harlan, 1825)
    - †Bison menneri (Sher, 1997)
    - †Bison palaeosinensis (Teilhard & Piveteau, 1930)
    - †Bison priscus (Bojanus, 1827)
    - †Bison schoetensacki (Freudenberg, 1914)
    - †Bison sivalensis (Falconer, 1878)
    - †Bison tamanensis (Vereshchagin, 1959)
    - †Bison voigtstedtensis (Fischer, 1965)

  - Chi Bos (Linnaeus, 1758)
    - Thứ chi Bos (Linnaeus, 1758)
      - †Bos acutifrons (Lydekker, 1877)
      - †Bos buiaensis (Martínez-Navarro et al., 2009)
      - †Bos caucasicus (Burchak-Abramovich & Vekua, 1980)
      - †Bos palaesondaicus (Dubois, 1908)
      - †Bos planifrons (Lydekker, 1877)

    - Thứ chi Poephagus (Gray, 1843)
      - †Bos baikalensis (Verestchagin, 1954)

  - Chi †Epileptobos (Hooijer, 1956)
    - †Epileptobos groeneveldtii (Dubois, 1908)

  - Chi †Ioribos (Vekua, 1972)
    - †Ioribos aceros (Vekua, 1972)

  - Chi †Leptobos (Rütimeyer, 1877)
    - Thứ chi †Leptobos (Rütimeyer, 1877)
      - †Leptobos elatus (Croizet & Pomel, 1853)
      - †Leptobos falconeri (Rütimeyer, 1877)
      - †Leptobos furtivus (Duvernois & Guérin, 1989)

    - Thứ chi †Smertiobos (Duvernois, 1992)
      - †Leptobos bravardi (Duvernois, 1989)
      - †Leptobos brevicornis (Hu & Qi, 1975)
      - †Leptobos crassus (Jia & Wang, 1978)
      - †Leptobos etruscus (Falconer, 1859)

  - Chi †Pelorovis (Reck, 1928)
    - †Pelorovis howelli (Hadjouis & Sahnouni, 2006)
    - †Pelorovis kaisensis (Geraads & Thomas, 1994)
    - †Pelorovis oldowayensis (Reck, 1928)
    - †Pelorovis praeafricanus (Arambourg, 1979)
    - †Pelorovis turkanensis (Harris, 1991)

  - Chi †Platycerabos (Barbour & Schultz, 1942)
    - †Platycerabos dodsoni (Barbour & Schultz, 1941)

  - Chi †Protobison (Burchak-Abramovich, Gadzhiev & Vekua, 1980)
    - †Protobison kushkunensis (Burchak-Abramovich, Gadzhiev & Vekua, 1980)

  - Chi †Urmiabos (Burchak-Abramovich, 1950)
    - †Urmiabos azerbaidzanicus (Burchak-Abramovich, 1950)

  - Chi †Yakopsis (Kretzoi, 1954)
    - †Yakopsis stenometopon (Rütimeyer, 1865)